# Miconia perelegans
Miconia perelegans là một loài thực vật thuộc họ Melastomataceae. Đây là loài đặc hữu của Cuba.